# Kanton Saint-Étienne-en-Dévoluy
Kanton Saint-Étienne-en-Dévoluy (fr. Canton de Saint-Étienne-en-Dévoluy) je francouzský kanton v departementu Hautes-Alpes v regionu Provence-Alpes-Côte d'Azur. Tvoří ho pět obcí.

## Obce kantonu
- Agnières-en-Dévoluy
- La Cluse
- Saint-Disdier
- Saint-Étienne-en-Dévoluy